# Municipio de Bossko
El municipio de Bossko (en inglés: Bossko Township) es un municipio ubicado en el condado de Roberts en el estado estadounidense de Dakota del Sur. En el año 2010 tenía una población de 44 habitantes y una densidad poblacional de 0,47 personas por km².

## Geografía
El municipio de Bossko se encuentra ubicado en las coordenadas 45°46′32″N 97°9′55″O / 45.77556, -97.16528. Según la Oficina del Censo de los Estados Unidos, el municipio tiene una superficie total de 93.28 km², de la cual 93,28 km² corresponden a tierra firme y (0 %) 0 km² es agua.

## Demografía
Según el censo de 2010, había 44 personas residiendo en el municipio de Bossko. La densidad de población era de 0,47 hab./km². De los 44 habitantes, el municipio de Bossko estaba compuesto por el 81,82 % blancos, el 15,91 % eran amerindios y el 2,27 % eran de una mezcla de razas. Del total de la población el 0 % eran hispanos o latinos de cualquier raza.